# Узбеки в Китае
Узбеки в Китае (узб. Xitoylik oʻzbeklar / Xitoy oʻzbeklari) — национальное меньшинство в Китае. Проживают преимущественно в Или-Казахском автономном округе Синьцзян-Уйгурского автономного района. По переписи населения 2020 года их численность составляет 12,7 тыс. человек.

## История
История узбеков в Китае восходит к временам Золотой Орды, существовавшей на территории Средней Азии и Китая с XIII по XV века. Узбеки в Китае происходят от торговцев, путешествовавших по Шёлковому пути. Другие прибыли в 1750-х годах после того, как китайские армии победили джунгар.
На протяжении последних десятилетий численность узбеков в Китае сильно различалась. В 1953 году в Китае проживало более 13 600 узбеков. Однако по переписи 1964 года их число сократилось до 7700 человек: многие узбеки были вынуждены  уехать в СССР, спасаясь от политики культурной революции Мао Цзэдуна. Как и остальные мусульманские народы Китая, узбеки испытывают давление со стороны китайских властей.

## Расселение
Узбеки проживают в основном в городах Кульджа, Кашгар, Каргалык, Урумчи, Цитай и Чугучак. В этих городах и районах до сих пор есть такие улицы, как улица Андижанская, улица Кохана, Андижанская мечеть, Андижанская махаллеси, улица Самаркандская и другие, где в основном проживают китайские узбеки.
Есть также посёлок с преимущественно узбекским населением, образованный в 1987 году. Его общая площадь составляет 1393 м². До 2014 года в этом селе проживало 1113 семей, с общей численностью населения 3367 человек, в том числе 997 узбеков, занимающих 30,92 % населения села.

## Культурные организации
В городе Кульджа существовала «узбекская школа», название которой было изменено на номер. Тем не менее, рядом с этой школой стоит узбекская мечеть, ставшая одной из туристических достопримечательностей этого города. В городе Урумчи существует культурно-исследовательское объединение китайских узбеков, существующее как минимум уже 20 лет и выпускающие книги на староузбекском языке.